# Krzeszowice
Krzeszowice es una ciudad en el sur de Polonia, situada en el voivodato de Pequeña Polonia. En 2012 su población era de 10 281 habitantes. Krzeszowice se encuentra 25 kilómetros al oeste del centro de la ciudad de Cracovia y pertenece al su área metropolitana. La ciudad tiene una estación de tren en la ruta principal de Cracovia a Katowice y se encuentra a lo largo de la Ruta Nacional N°. 79, que va desde Varsovia a Bytom. 